# Aubigny-en-Plaine
Aubigny-en-Plaine è un comune francese di 359 abitanti situato nel dipartimento della Côte-d'Or nella regione della Borgogna-Franca Contea.

## Società

### Evoluzione demografica
Abitanti censiti